# Општина Растолица (Муреш)
Растолица (рум. Răstoliţa) општина је у Румунији у округу Муреш.
Oпштина се налази на надморској висини од 530 m.